# Dayanagar
Dayanagar – gaun wikas samiti w zachodniej części Nepalu w strefie Lumbini w dystrykcie Rupandehi. Według nepalskiego spisu powszechnego z 2001 roku liczył on 1463 gospodarstw domowych i 8194 mieszkańców (4128 kobiet i 4066 mężczyzn).